# Аванесов, Константин Жанович
Константин Жанович Аванесов (Жакович, 1922 — 1992) — специалист в области конструирования быстроходных судов. Один из главных конструкторов ЦМКБ «Алмаз», руководил созданием торпедных катеров, в том числе на подводных крыльях, правительственных яхт и прочее.
Под его руководством была спроектирована правительственная яхта «Чайка» (проект 1360). В 1978—1979 годах на ПО «Алмаз» по этому проекту были построены две яхты: «Крым» и «Кавказ».
В 1984 году под руководством Аванесова был разработан технический проект 10410, а в 1988 году Морпогранохране передали головной пограничный сторожевой корабль нового поколения, который и по сей день остаётся одним из основных кораблей Береговой охраны ПС ФСБ России.